# Alessandro Algardi

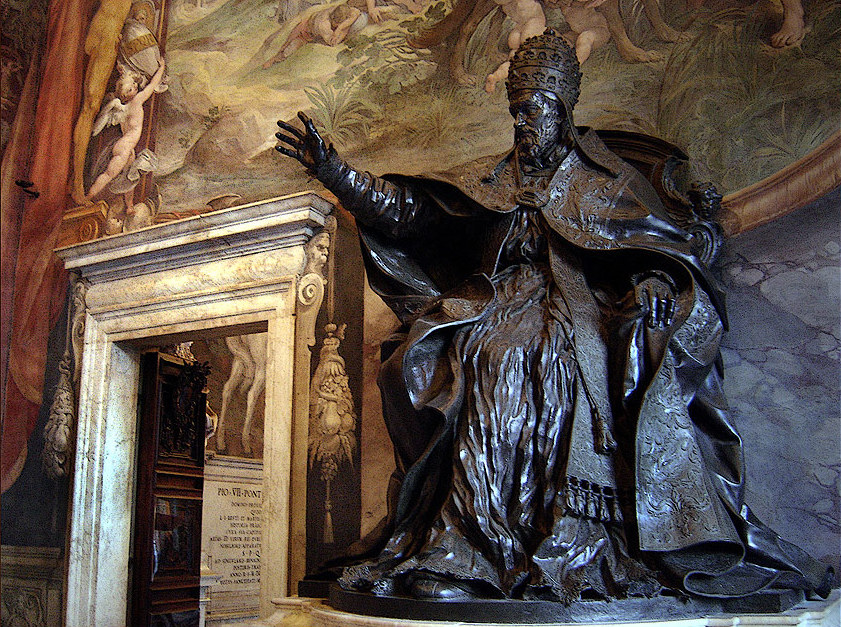
X. Ince pápa, Róma, Capitoliumi Múzeum

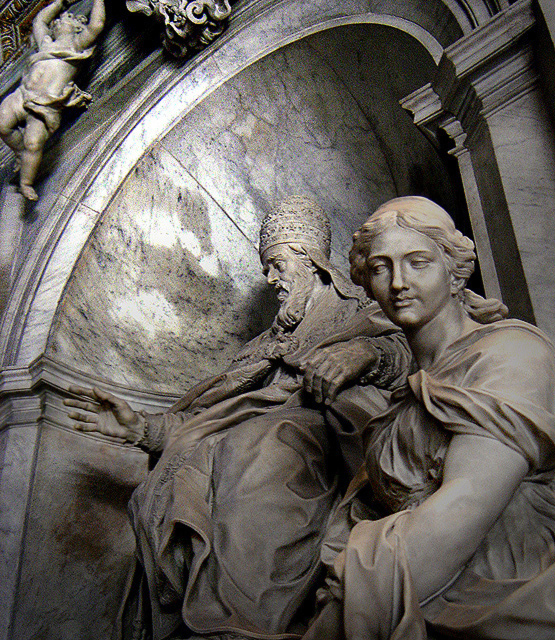
XI. Leó pápa síremléke a Szent Péter-bazilika altemplomában, Alessandro Algardi műve

Alessandro Algardi, (Bologna, 1598. november 27. – Róma, 1654. június 10.) olasz szobrász, festő és építész, a közép-itáliai érett barokk jelentős mestere.

## Életpályája
A festészettel kezdte Ludovico Carracci bolognai akadémiáján, majd szobrász lett. 1620-1624 között Ferdinando Gonzaga herceg mantovai udvarában aranyműveskedett. 1625-ben Rómába költözött Ludovico Ludovisi bíboros hivására antik szobrokat restaurálni. Erős oldala a technika és az invenció, gyengéje a hatás túlzott keresése. Legkiválóbb műve az Attila Róma előtt című nagyszabású reliefkép, amely a római Szent Péter-bazilika falát díszíti. Algardi Lorenzo Bernini után X. Ince pápa udvari szobrásza volt. Ő tervezte a Doria Pamphilij-palota (ma galéria) külső és belső figurális díszítését, nagyszabású kertjét, a pápa és családtagjai mellszobrát.

## Kitüntetése
Krisztus lovagja, 1650